# Xiphinema
Xiphinema is een geslacht van rondwormen (Nematoda). De wetenschappelijke naam ervan is voor het eerst geldig gepubliceerd in 1913 door Nathan Augustus Cobb.
Cobb beschreef tevens de eerste soort Xiphinema americanum uit de Verenigde Staten, die aan de wortels van diverse planten (maïs, gras, citrusbomen) gevonden werd. Sommige Xiphinema-soorten hebben een Z-orgaan, dat is een duidelijke, sterk ontwikkelde differentiatie van de baarmoeder. Indien niet zo ontwikkeld of onduidelijk te onderscheiden dan wordt van een pseudo-Z-orgaan gesproken.
Xiphinema is een groot geslacht met ongeveer 260 soorten. Het zijn ectoparasitaire plantenparasitaire aaltjes. Ze komen wereldwijd voor en verschillende soorten uit dit geslacht zijn schadelijk voor land- en tuinbouwteelten, enerzijds omdat ze de wortels of wortelstokken aantasten en anderzijds omdat ze plantenvirussen overbrengen. Xiphinema diversicaudatum is een gekende virusvector die het "Arabis-mozaïekvirus" en het "strawberry latent ringspot virus" (een pathogeen virus bij aardbeien) kan overbrengen. Xiphinema americanum is een vector van het tabaksringvlekvirus (tobacco ringspot virus).